# Dollern
Dollern är en kommun och ort i Landkreis Stade i förbundslandet Niedersachsen i Tyskland.
Kommunen ingår i kommunalförbundet Samtgemeinde Horneburg tillsammans med ytterligare fyra kommuner.